# Copa Eva Duarte
La Copa Eva Duarte, cuyo nombre proviene de la primera dama argentina Eva Perón, fue un torneo oficial de fútbol español organizado por la Real Federación Española de Fútbol (RFEF) que enfrentaba a los campeones vigentes de las dos principales competiciones de clubes del país, el Campeonato de Liga y el Campeonato de España de Copa. En caso de que un club resultase campeón de ambos (circunstancia conocida como «doblete»), se le adjudicaba el título automáticamente, y es considerada como la precursora oficial de la Supercopa de España. 
Instaurada oficialmente en la temporada 1946-47, perduró hasta el término de la 1952-53, es decir, un total de siete ediciones.
El precedente inmediato de la Copa Eva Duarte fue la Copa de oro "Argentina", un torneo similar organizado en la temporada 1945-46 por la Federación Catalana de Fútbol, que sin embargo no goza del reconocimiento oficial a nivel nacional. 
El equipo más laureado de la competición fue el C. F. Barcelona, al adjudicarse en tres oportunidades el trofeo, motivo por el cual posee el trofeo en propiedad.

## Historia
La Copa Eva Duarte tuvo su primer precedente en la temporada 1940-41, cuando los campeones de Liga y Copa de la temporada anterior se enfrentaron por primera vez en un torneo amistoso como homenaje a los campeones denominado como Copa de Campeones, que ganó el Club Atlético-Aviación, derrotando al Real Club Deportivo Español. En la temporada 1945-46, la Federación Catalana de Fútbol organizó de nuevo un torneo que enfrentó al campeón de la Liga española contra el campeón de la Copa del Generalísimo de la temporada anterior (1944-45), a iniciativa del cónsul argentino en Barcelona y denominado Copa de Oro «Argentina» en honor a la Nación Argentina que donó el trofeo. Dicho torneo fue ganado por el C. F. Barcelona, que derrotó al Athletic Club. Es uno de los precedentes de la Copa Eva Duarte (estando discutida su oficialidad al no ser reconocida por la RFEF y estar organizada por la federación territorial), que proclamaba al vencedor como "campeón de campeones" de la época, por lo que también es reconocida como uno de los torneos que enfrentaban a los campeones de Liga y Copa.
Tras ellas se estableció en 1941 la primera competición oficial entre campeones, la Copa Presidente Federación Española de Fútbol. Fue organizada por la Real Federación Española de Fútbol y se jugó en formato de liguilla entre campeones de Liga y Copa junto a los dos mejores clasificados del campeonato de liga tras del campeón. Por dificultades organizativas, no concluyó hasta 1947.

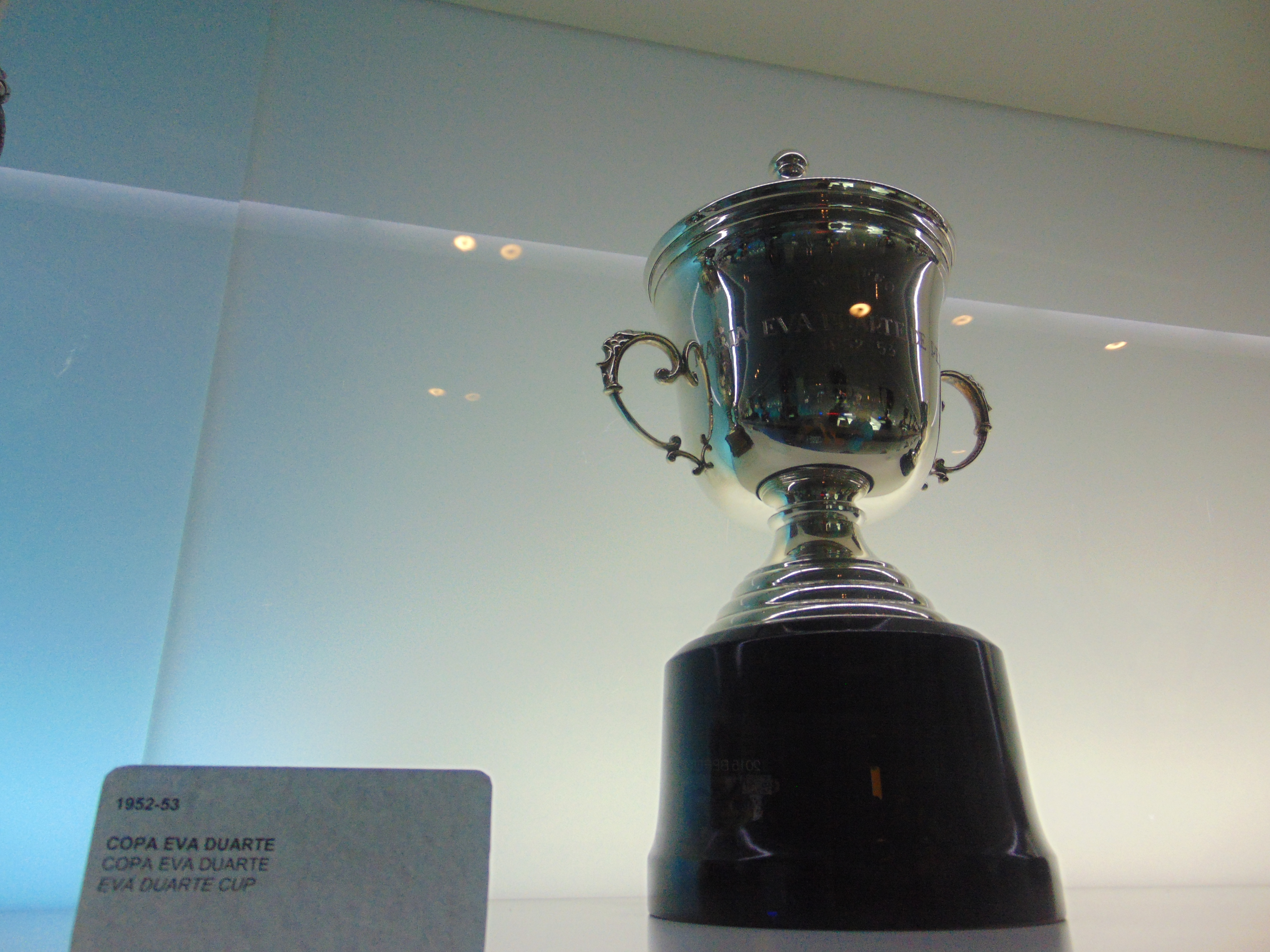
Trofeo de la Copa Eva Duarte en el Museo del FC Barcelona.

Pese a las dificultades se decidió continuar con la competición, pero sin la inclusión de los clasificados por el torneo de liga, dejando nuevamente a los campeones nacionales en su disputa. Nació así la Copa Eva Duarte, cuya primera edición fue en 1946-47, aunque se terminó disputando el 13 de junio de 1948 por problemas en el calendario. Desde entonces, la competición fue organizada y auspiciada bajo la propia Real Federación Española de Fútbol (RFEF), aunque con el nombre de Copa Eva Duarte de Perón, ya que el trofeo fue donado por la esposa del entonces presidente de la República Argentina, Juan Domingo Perón. La competición se disputaría, bajo esa denominación hasta la temporada 1952-53, a causa del fallecimiento, el 26 de julio de 1952, de Eva Duarte de Perón (entregándose el último título al C. F. Barcelona, tras la conquista de la Liga y la Copa (doblete).
Contrariamente a lo que se cree, y según la Real Federación Española de Fútbol (RFEF), la Copa Eva Duarte nació en 1947 y fue precisamente en la temporada 1946-47 la primera edición oficial del torneo. El Valencia CF venía de ser el campeón de la Primera División de España 1946-47 y el Real Madrid de la Copa del Generalísimo de fútbol 1947; ambos se enfrentaron como aspirantes a la copa, tal cual lo citaban las normas y los reglamentos, campeón de la Liga y la Copa. El partido fue celebrado en 1948 y terminó a favor del club madridista como se cita anteriormente, pero dicho «torneo correspondía al año 47». Por todo esto, «aunque se disputó en junio del 48 figura en el palmarés como correspondiente al 47».
El Real Madrid Club de Fútbol fue el primer equipo en ganar esta competición, siendo el C. F. Barcelona el último, ganando tres títulos de esta competición, lo que le valió para obtener el trofeo original en propiedad.
La competición finalmente llegó a su fin con la muerte de María Eva Duarte de Perón debido a un cáncer fulminante; murió a los 33 años de edad. La competición volvió a restaurarse en 1982 bajo el nombre de Supercopa de España, esta fue aprobada por la asamblea de la Real Federación Española de Fútbol (RFEF).
En las siete ediciones de la Copa participaron seis clubes. El club con más participaciones en la competición fue el C. F. Barcelona (5 veces), junto con el Valencia C. F. (2 veces), y el Atlético de Madrid (2 veces). Real Madrid C. F., Athletic Club, y Sevilla C. F. participaron en una edición.

## Historial
Durante su historia hasta cinco clubes lograron el título.
| Edición | Campeón            | Resultado (Des.)    | Subcampeón         | Nota(s)                                                                                  |
| ------- | ------------------ | ------------------- | ------------------ | ---------------------------------------------------------------------------------------- |
| 1946-47 | Real Madrid C. F.  | 3 - 1               | Valencia C. F.     | Disputada en 1948, aunque corresponde oficialmente a la temporada 1946-47 según la RFEF. |
| 1947-48 | C. F. Barcelona    | 1 - 0               | Sevilla F. C.      |                                                                                          |
| 1948-49 | Valencia C. F.     | 7 - 4               | C. F. Barcelona    | Final decidida en la prórroga tras empatar a 4 goles.                                    |
| 1949-50 | Athletic Club      | 5 - 5 (2 - 0, des.) | Atlético de Madrid | Primera y única final decidida en un partido de desempate.                               |
| 1950-51 | Atlético de Madrid | 2 - 0               | C. F. Barcelona    |                                                                                          |
| 1951-52 | C. F. Barcelona    | –                   | –                  | Campeonato automático, al ganar Copa y Liga (doblete).                                   |
| 1952-53 | C. F. Barcelona    | –                   | –                  | Campeonato automático, al ganar Copa y Liga (doblete).                                   |

Nota: des. = Partido de desempate.

### Palmarés
| Equipo             | Títulos | Subcamp. | Años campeonatos          |
| ------------------ | ------- | -------- | ------------------------- |
| C. F. Barcelona    | 3       | 2        | 1947-48, 1951-52, 1952-53 |
| Valencia C. F.     | 1       | 1        | 1948-49                   |
| Atlético de Madrid | 1       | 1        | 1950-51                   |
| Real Madrid C. F.  | 1       | –        | 1946-47                   |
| Athletic Club      | 1       | –        | 1949-50                   |
| Sevilla C. F.      | –       | 1        |                           |

## Estadísticas

### Tabla histórica de goleadores
Los máximos goleadores de la competición fueron:
- Josep Seguer como jugador del C. F. Barcelona con 3 goles.
- Silvestre Igoa como jugador del Valencia CF con 3 goles.
- José Luis Pérez-Payá como jugador del Atlético de Madrid con 3 goles.
- Telmo Zarra  como jugador del Athletic Club con 3 goles.

### Jugadores con mayor cantidad de encuentros disputados
Los jugadores con más participaciones fueron Josep Seguer y César Rodríguez como jugadores del C. F. Barcelona en 5 ediciones (1948, 1949, 1951, y 1952, 1953).

### Palmarés individual
Los jugadores ganadores de más títulos en esta competición fueron Josep Seguer y César Rodríguez como jugadores del C. F. Barcelona con 3 títulos.
Entre los entrenadores ganadores del torneo destaca el checoslovaco Ferdinand Daučík quien dirigiendo al C. F. Barcelona conquistó las dos últimas ediciones. Antes los españoles Baltasar Albéniz con el Real Madrid C. F., Jacinto Quincoces con el Valencia C. F., José Iraragorri con el Athletic Club, Helenio Herrera con el Atlético de Madrid y el uruguayo Enrique Fernández como barcelonista completan el palmarés.